# Walter Firle
Walter Firle, anche riportato come Walther Firle (Breslavia, 22 agosto 1859 – Monaco di Baviera, 20 novembre 1929), è stato un pittore tedesco.

## Biografia
Si formò a Monaco, città nella quale fu attivo per la maggior parte della vita. Viaggiò e soggiornò sul Lago di Garda, a Venezia e nei Paesi Bassi, dove studiò la pittura di Giuseppe Israels. Fu pittore principalmente di genere e negli ultimi anni si dedicò al ritratto. Sue opere figurano nelle collezioni di numerosi musei tedeschi.